# 劲松站 (内蒙古)
勁松站是中華人民共和國黑龍江省一座鐵路車站，位於大興安嶺地區松嶺區勁松鎮，在該國鐵路車站等級當中歸類為四等站，隸屬哈爾濱鐵路局加格達奇車務段。該站於1970年落成啟用，為富西鐵路其中一個沿線車站，並距離東段終點站富裕站約461公里，而其郵遞區號則是165015。勁松站現時辦理客運與貨運業務，但車站本身以及其上下行區間均未實行電氣化。